# Charm M
La Charm M era una nave traghetto appartenuta alla compagnia di navigazione greca Marlines dal 1992 al 1998.
Prima di assumere tale nome, la nave ha prestato servizio per la compagnia greca con il nome Viscountess M dal 1992 al 1995, prima del cambio di bandiera da greca a cipriota.

## Servizio

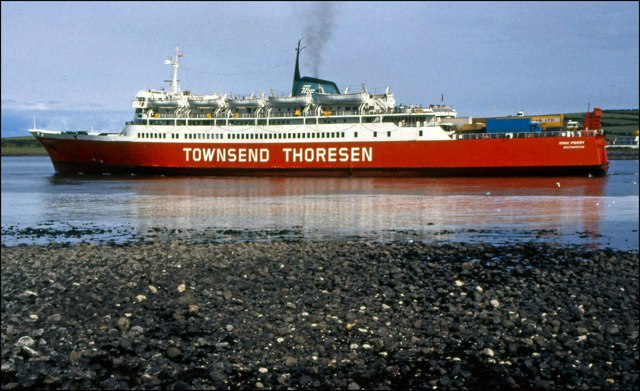
La Ionic Ferry a Larne, 1987

Varata nel 1967 con il nome di Dragon per conto della P&O, al momento dell'entrata in servizio sulla rotta Southampton–Le Havre, avvenuta nel luglio dello stesso anno, era il più grande traghetto in servizio sulla Manica. Nel 1985 fu ceduta insieme alla gemella Leopard alla rivale Townsend Thoresen. Nel 1986 il traghetto fu rinominato Ionic Ferry, venendo spostato sui collegamenti tra Scozia e Irlanda del Nord e tornando di proprietà della P&O nel 1987. Nel 1992 la nave fu acquistata dalla compagnia di navigazione greca Marlines, che aveva già comprato la gemella sei anni prima.
A differenza della gemella, che era stata sottoposta a importanti lavori di ristrutturazione all'ingresso nella flotta della compagnia greca, la Ionic Ferry, rinominata inizialmente Viscountess M, fu interessata da lavori meno estesi, che ne aumentarono la capacità di trasporto passeggeri. Nell'agosto 1993 il traghetto partecipò all'evacuazione di circa mille cittadini greci dall'Abcasia, colpita dalla guerra civile. Nel 1994 la nave fu immessa su una rotta tra Ancona, Patrasso e Çeşme (Turchia), sulla quale fu impiegata anche nel 1995, venendo rinominata Charm M in seguito al passaggio sotto bandiera cipriota nell'agosto dello stesso anno. Nell'agosto 1996 la nave, impegnata sulla stessa rotta, alla quale era stato aggiunto un ulteriore scalo a Candia, fu fermata a Patrasso in seguito a un controllo durante il quale erano stati riscontrati gravi carenze nella pulizia a bordo, problemi in sala macchine e il mancato funzionamento dei servizi igienici.
Rientrato in servizio, nel 1998 il traghetto fu acquistato dalla compagnia statale georgiana, la GESCO, che la inserì con il nome di Mehmed Abashidze su un collegamento tra Venezia e Batumi, porto sul Mar Nero. Nel 2000 la nave fu ceduta alla compagnia greca Access Ferries, prendendo il nome di Millennium Express II e venendo utilizzata, nella stagione estiva, per collegare Igoumenitsa e Brindisi. Nell'estate 2001 il traghetto fu in servizio tra il porto pugliese e Cesme. 
Posta in disarmo per l'inverno, il 2 marzo 2002, mentre era in viaggio dal Pireo verso Durazzo per iniziare i collegamenti tra il porto albanese e Bari, la nave fu colpita da un incendio in sala macchine, che fu spento solo quattro giorni più tardi. I danni furono talmente estesi da far dichiarare perdita totale della nave; rimorchiata a Eleusi, nell'aprile 2003 fu tradotta ad Aliağa per essere demolita. 

## Navi gemelle
- Countess M